# 对象生命周期
在面向对象编程里，对象生命周期（英語：object life cycle)，或称对象寿命（object lifetime）是指对象在其构造（创建）和析构（销毁）之间的时间。不同编程语言有关对象生命周期的规定不尽相同，即使同一语言的不同实现也可能有区别，同一程序的同一个对象在不同的程序运行时生命周期也不一定相同。